# Moisés de Lemos Martins
Moisés de Lemos Martins (Portugal, 8 de março de 1953) é Professor Catedrático na Universidade do Minho, no departamento de Ciências da Comunicação. É Diretor do CECS - Centro de Estudos de Comunicação e Sociedade, que fundou em 2001, e do Museu Virtual da Lusofonia, que criou em 2017. É ainda diretor das revistas Comunicação e Sociedade e Revista Lusófona de Estudos Culturais/Lusophone Journal of Cultural Studies, que lançou, a primeira em 1999, a segunda em 2013. É um sociólogo e um teórico da comunicação, assim como um ensaísta e um regular colaborador dos Média.

## Biografia
Moisés de Lemos Martins nasceu em Vila Cova da Lixa, Felgueiras, a oito de março de 1953. É sociólogo, teórico da Comunicação, ensaísta e um regular colaborador dos média. Professor Catedrático na Universidade do Minho dirige o CECS - Centro de Estudos de Comunicação e Sociedade. É nesta unidade de investigação o principal responsável pelo seu projeto estratégico, que compreende, hoje, seis plataformas de intervenção, que fundou ou ajudou a fundar: o Museu Virtual da Lusofonia, uma plataforma de cooperação académica, em ciência, ensino e artes, nos países de língua portuguesa; o Observatório de Políticas de Ciência, Comunicação e Cultura (POLObs); a Passeio, uma plataforma de arte e cultura urbana; o Observatório de Média, Informação e Literacia (MILObs); o Think Tank Communitas, uma plataforma que acompanha a agenda e o debate no espaço público, local, regional e nacional; e o CreateLab, que é uma agência criativa, orientada para a inovação e a experimentação, produzindo conteúdos audiovisuais e multimédia, ao serviço da comunicação estratégica. Dirige o Museu Virtual da Lusofonia, assim como as revistas científicas Comunicação e Sociedade e Revista Lusófona de Estudos Culturais/Lusophone Journal of Cultural Studies. Criou e dirige a coleção de livros “Comunicação e Sociedade” do CECS, assim como a comunidade de ciência aberta desta unidade de investigação no RepositóriUM da Universidade do Minho, concorrendo deste modo para confirmar a tese de que a Universidade do Minho é “campeã na afixação digital dos seus trabalhos”, como o defende o físico e professor universitário, Carlos Fiolhais, referindo-se ao trabalho de Moisés de Lemos Martins. É Presidente honorário da Sopcom - Associação Portuguesa de Ciências da Comunicação. A Intercom - Sociedade Brasileira de Estudos Interdisciplinares da Comunicação atribuiu-lhe, em 2015, o galardão de distinção académica. E a Universidade do Minho distinguiu-o com o Prémio de Mérito Científico, em 2016.
Estudou Teologia e Filosofia na Universidade Católica Portuguesa (UCP), em Lisboa, e é licenciado em Teologia Católica pela Universidade de Ciências Humanas de Estrasburgo. Nesta Universidade estudou, também, Ciências Sociais, na especialidade de Sociologia, tendo concluído o mestrado, em 1980, e o doutoramento, em 1984. Foi bolseiro do Ministère des Affaires Étrangères do Governo francês (1978/1984). Lecionou sociologia na Universidade Católica Portuguesa, em Lisboa, e também na Universidade da Beira Interior (UBI), antes de se transferir para a Universidade do Minho, em 1990, onde é Professor Catedrático, desde 1999.
Foram marcantes na sua formação fr. Bento Domingues, Edgar Morin, Francis Jacques, Friedrich Kittler, Georg Simmel, Gilbert Durand, Gilles Deleuze, Jacques Derrida, Jacques Lacan, Jean-François Lyotard, Jürgen Habermas, Karl-Otto Apel, Karl Marx, Max Weber, Michel de Certeau, Michel Foucault, Michel Maffesoli, Pierre Bourdieu, Roland Barthes e Walter Benjamin, razão pela qual se identifica, preponderantemente, com o método compreensivo das Ciências Sociais e Humanas, fundado no discurso e no pensamento, e apenas secundariamente com o método explicativo, fundado no número e na medida, para glosar uma clássica categorização do filósofo alemão Wilhelm Dilthey. As suas áreas de ensino e investigação são Sociologia da Cultura e da Comunicação, Semiótica Social, Teoria e Análise de Discurso, Estudos Visuais, Média Artes, Política Científica, Estudos Culturais, Comunicação Intercultural, Estudos Lusófonos e Salazarismo.
Foi Professor convidado nas seguintes universidades: Universidade Autónoma de Barcelona; Universidade Autónoma de Madrid; Universidade Católica de Minas Gerais (Belo Horizonte); Universidade Católica de São Paulo; Universidade Católica de Salamanca; Universidade Católica do Rio Grande do Sul (Porto Alegre); Universidade de Cabo Verde; Universidade de Santiago de Compostela; Universidade Católica de Lovaina; Universidade Federal da Bahia; Universidade Federal de Minas Gerais (Belo Horizonte); Universidade Paris-Descartes (Sorbonne); Universidade Paul Valéry (Montpellier); Universidade Politécnica de Moçambique (Maputo); Universidade Presbiteriana Mackenzie (São Paulo); Universidade Zambeze de Moçambique (Beira).
Em 2002, ao ser entrevistado por Sónia Virgínia Moreira, Presidente da Intercom – Sociedade Brasileira de Estudos Interdisciplinares da Comunicação e editora da Revista Brasileira de Ciências da Comunicação, José Manuel Paquete de Oliveira, Presidente da Sopcom - Associação Portuguesa de Ciências da Comunicação e da Lusocom - Federação Lusófona de Ciências da Comunicação, assinalou que era “de toda a justiça” incluir Moisés de Lemos Martins entre “os pesquisadores portugueses” que mais se distinguiam “no processo de intercâmbio”, não apenas luso-brasileiro, mas, mais extensivamente, lusófono. 
Entretanto, em 2016, o Portal Mutirão, da Universidade Metodista de São Paulo, traçou o perfil académico de Moisés de Lemos Martins, insistindo no seu trabalho pedagógico, científico e associativo. O Portal Mutirão foi criado em 2016, por José Marques de Melo, jornalista, professor universitário e pioneiro dos estudos de Ciências da Comunicação no Brasil, para distinguir, não apenas a singularidade do trabalho de investigação realizado neste país nesta área científica, como também os académicos, de todo o mundo, que no Brasil ajudaram a desenvolver e a consolidar a comunidade académica de Ciências da Comunicação.
Em 2013, com os académicos brasileiros Antônio Hohlfeldt e Cicília Peruzzo, da Sociedade Brasileira de Estudos Interdisciplinares da Comunicação – Intercom, Moisés de Lemos Martins ajudou Tomás José Jane, Professor da Escola Superior de Jornalismo, em Maputo, Moçambique, a fundar a Acicom - Associação Moçambicana de Ciências da Informação e da Comunicação. Neste mesmo ano, com Margarita Ledo, Professora da Universidade de Santiago de Compostela, Moisés de Lemos Martins ajudou Silvino Lopes Évora, Professor da Universidade de Cabo Verde, na cidade da Praia, Cabo Verde, a fundar a Mediacom - Associação Cabo-Verdiana de Ciências da Comunicação. Moisés de Lemos Martins é sócio honorário da Mediacom.

## Funções de direção
Moisés de Lemos Martins dirigiu o departamento de Ciências Sociais, da Universidade da Beira Interior (1988/1990), tendo criado, em 1989, a licenciatura de Comunicação Social e a revista Anais Universitários, em 1990, de que foi o primeiro diretor. Foi nesta universidade diretor do curso de licenciatura em Sociologia, então nos primeiros anos, entre 1988 e 1990, sendo professor de História da Sociologia. Esteve, com Aníbal Alves, professor emérito da Universidade do Minho, na criação da licenciatura de Comunicação Social desta Universidade, em 1991, sendo professor de Semiótica, Teoria e Análise do Discurso e Sociologia da Comunicação. Nesta universidade, dirigiu, de 1990 a 1993, o Curso de licenciatura em Sociologia das Organizações, fundado por Manuel da Silva Costa em 1989, sendo professor de Sociologia do Poder. Criou, com Albertino Gonçalves, professor de Sociologia da Universidade do Minho, o mestrado de Sociologia da Cultura e dos Estilos de Vida (1996-2011), sendo professor de Sociologia da Cultura, e o mestrado de Comunicação, Arte e Cultura, em 2011, sendo Professor de Sociologia da Comunicação. Dirigiu, durante dez anos, o Instituto de Ciências Sociais da Universidade do Minho (1996/2000 e 2004/2010). Foi candidato a Reitor desta mesma Universidade, em 2006.
Foi o primeiro Diretor do curso de doutoramento em Ciências da Comunicação, da Universidade do Minho (2009/2011). É neste curso Professor de Semiótica Social. Foi o promotor do projeto de ensino e investigação em Estudos Culturais, no Instituto de Ciências Sociais da Universidade do Minho, tendo sido o diretor do Programa Doutoral em Estudos Culturais (2010/2015), num consórcio entre a Universidade do Minho e a Universidade de Aveiro. É no doutoramento de Estudos Culturais professor de Sociologia da Cultura. Foi o promotor e o diretor do Programa de Doutoramento “Estudos de Comunicação: Tecnologia, Cultura e Sociedade” (2013/2015), um programa doutoral financiado pela Fundação para a Ciência e a Tecnologia, que envolveu seis centros de investigação portugueses, de cinco universidades. Foi neste doutoramento professor de Comunicação Intercultural. Em 2018, ajudou a fundar o doutoramento em Língua, Cultura e Sociedade, na Faculdade de Ciências Sociais e Humanas, da Universidade Zambeze, na cidade da Beira, Moçambique. É nesse doutoramento professor de Comunicação Intercultural.
Foi cofundador da Sopcom – Associação Portuguesa de Ciências da Comunicação, e seu Presidente (2005/2015). Presidiu também à Lusocom – Federação Lusófona de Ciências da Comunicação (2011/2015). Foi editor do Anuário Internacional de Comunicação Lusófona, revista científica da Lusocom (2007/2011). Presidiu, ainda, à Confibercom – Confederação Ibero-Americana das Associações Científicas e Académicas de Comunicação (2012/2015).
É, desde 2019, Secretário Geral da Assibercom – Associação Ibero-Americana de Investigadores em Comunicação - associação galardoada em setembro de 2021 como "Instituição Paradigmática" pela Intercom com o "Prêmio Luíz Beltrão de Ciências da Comunicação 2021".

## Uma teoria social, compreensiva e transcultural
Logo a partir da publicação de A Linguagem, a Verdade e o Poder – Ensaio de Semiótica Social, em 2002, Moisés de Lemos Martins foi considerado por Eduardo Prado Coelho, professor universitário, ensaísta e crítico literário, como “uma pedra angular nos estudos de comunicação em Portugal”. Tal acontece porque esta obra permite “não somente refazer todo um percurso teórico fundamental, como nos coloca no centro das grandes questões de análise da realidade contemporânea (nesse ponto, onde linguística, retórica, teoria crítica, sociologia, antropologia e psicanálise se entrecruzam e confundem, para por vezes mesmo se redistribuírem)”. Também Luís Carmelo, escritor e professor universitário, tendo como pano de fundo a leitura que faz de A Linguagem, a Verdade e o Poder, escreve, em 2003, o seguinte: "Rico, estimulante e produtivo tem sido o papel de Moisés de Lemos Martins, enquanto saudável polemista no seio da comunidade científica e académica. É esse desígnio de disputa e de aprendizagem permanente que melhor definirá, porventura, aquilo que o autor tenta caracterizar, no fim do seu ensaio, como 'a paixão da universidade'".

### TechnéeBios
O debate sobre a fusão da técnica (techné) com a vida (bios), que é o debate por excelência da experiência contemporânea, é iniciado por Moisés de Lemos Martins em A Linguagem, a Verdade e o Poder.  Mas vai atravessar, uma década mais tarde, a obra Crise no Castelo da Cultura – Das Estrelas para os Ecrãs, publicada em 2011 (2.ª ed. 2017), com remissões para Deleuze e Guattari, no caso da invocação das biotecnologias e da engenharia genética, em que são tematizados, os implantes, as próteses, a hibridez, o transhumano e o pós-orgânico, e para Lyotard, quando este filósofo se refere às “logotécnicas”. Como assinalam Deleuze e Guattari, a máquina é desejante e o desejo maquinado, pelo que passam a existir “tantos seres vivos na máquina como máquinas nos seres vivos”. E quanto às “logotécnicas”, assinaladas por Lyotard, é das tecnologias da informação que estamos a falar. Mas deste movimento em que a técnica se hibrida com a vida participam também a crescente miniaturização da técnica e a imaterialização do digital.
Como refere Maria da Luz Correia, em Crise no Castelo da Cultura. Das Estrelas para os Ecrãs, de 2011, Moisés de Lemos Martins "reúne o trabalho de uma dezena de anos em estudos da comunicação e teoria da cultura”. Analisando neste ensaio o movimento de total imersão da técnica na vida e nos corpos, “o sociólogo debruça-se sobre a crise do humano, o mal de vivre contemporâneo, decorrente da experiência tecnológica – da comunicação em rede às biotecnologias – , e da conversão das nossas vidas à lógica do mercado global”. Na esteira daquilo que designa por “pensamento da diferença” – de Bataille, Klossovski, Blanchot, Foucault, Lyotard, Deleuze, Derrida e Baudrillard – Moisés de Lemos Martins “reconhece como precária a condição de quem atravessa uma noite dos tempos, onde a história se armazena em gigas, as emoções se processam em bits, e os corpos se compõem com píxeis. Ora entediados pelo quotidiano regrado, ora estonteados pelos desregrados ecrãs, aceitamos não sem um certo spleen o recuo da palavra diante da torrente de imagens tecnológicas, a falência da identidade perante o ‘fluxo’ labiríntico das paixões, ou ainda o fracasso da cidadania face aos imperativos de eficácia da economia global".
Utilizando o conceito foucaultiano de dispositivo, Moisés de Lemos Martins sempre se interessou, na senda de F. Kittler, por colocar “questões teórico-culturais à tecnologia”. Com efeito, como refere Deleuze, “nós pertencemos a dispositivos e agimos no seu interior. Chamamos atualidade, a nossa atualidade, à novidade de um dispositivo em relação aos precedentes. O novo é o atual. Mas o atual não é o que somos, antes aquilo que devimos, aquilo em que estamos em vias de tornar-nos, isto é, o Outro, o nosso devir-outro”, ou na expressão de Ricoeur “o si-mesmo como outro”. E entre as questões teórico-culturais que Moisés de Lemos Martins coloca à tecnologia está a interrogação do movimento de mobilização, “total” (Ernst Jünger, 1930) e “infinito” (Sloterdijk, 2000), do humano para a competição, assim como, retomando Kittler, a interrogação sobre o hardware, a programação, a automatização e a regulação. Em suma, no encalço de Martin Heidegger, Moisés de Lemos Martins interroga aquilo a que chama de “autotelismo da técnica”, que se traduz num “messianismo sem telos”.
É verdade que na análise dos desafios contemporâneos da Comunicação Moisés de Lemos Martins valoriza, sobretudo, as relações intersubjetivas e contextuais, dado a sua teoria sociológica ser compreensiva. Mas, com Heidegger e Deleuze, interroga também a realidade da técnica. E a realidade interrogada é a sua hibridez, é a técnica como animal (“espécie de animal”, nas palavras de Giorgio Agamben), “é a liga que mistura orgânico e não orgânico, é o híbrido de humano e não humano, o híbrido de sensibilidade e matéria orgânica”. A proposta de Moisés de Lemos Martins para uma sociologia da técnica assinala aquilo a que Perniola (1990) chama a versão egípcia da nossa cultura, uma atenção dada ao inorgânico no orgânico. É a ideia de o mundo mineral poder ser alimentado pela excitação de uma inversão, que é resumida pela figura da “individuação técnica”, proposta por Gilbert Simondon, Gilles Deleuze, Norbert Elias, Bruno Latour e Bernard Stiegler.
Mas a proposta de Moisés de Lemos Martins abre-se, também, à teoria da materialidade, seguindo, antes de mais, Heidegger, Kittler e Simondon. Utiliza, igualmente, os conceitos de ator rede e mediação, de Latour (2005); de dispositivo, de Foucault (2000); de agenciamento, de Deleuze e Guattari (1980); e de erótica dos objetos, de Perniola (1994/2004). E articula-se, ainda, com a “viragem materialista”, assinalada por Bennett e Joyce (2010), e também com a “viragem não humana”, a que se refere Richard Grusin, que acentuam, ambas, a agência dos objetos e a sua materialidade. Na linha proposta por Grusin, Moisés de Lemos Martins reconhece que os média e a tecnologia dos média têm operado e continuam a operar epistemologicamente como produtores de conhecimento. Mas reconhece neles, igualmente, um funcionamento, técnico, corporal e material, de produtores e modeladores de afetos, individuais e coletivos, e de produtores de sentimentos nos agenciamentos humanos e não humanos. O ponto de vista de Moisés de Lemos Martins sobre a cultura digital combina, neste aspeto, com o entendimento de André Lemos em “Epistemologia da comunicação, neomaterialismo e cultura digital”. Não é possível limitar a análise das redes sociais, das fake news, da prática das selfies, da questão do design e da privacidade da Internet das coisas, assim como da cultura das plataformas a “uma análise macrossocial da estrutura económica do capitalismo de dados”, nem a uma relação de comunicação entre indivíduos numa situação específica. O desafio comunicacional atual obriga a ter em conta, por exemplo, as materialidades e a agência dos objetos nelas envolvidas: interfaces; lógica algorítmica, construção de banco de dados; princípios escondidos em documentos técnicos e patentes.

### TechnéeAesthesis
Entende Moisés de Lemos Martins que a técnica é a condição da época, pelo que se tem acentuado, nos dias de hoje, uma deslocação das palavras e das ideias para as imagens, os sons e as emoções, uma deslocação da “ideologia para o imaginário”. Esta questão atravessa a obra de Moisés de Lemos Martins, sobretudo a partir da entrada no século XX. O último capítulo de A Linguagem, a Verdade e o Poder, obra que publicou em 2002, constitui já a antecâmara do trabalho que desenvolve a partir de então. A sociedade havia-se convertido, definitivamente, à imagem e ao som, ambos de produção tecnológica. Ganhara uma natureza audiovisual, assinalando um processo de translação da racionalidade argumentativa para a racionalidade emocional, do logos e do ethos para o pathos, da ideologia para a “sensologia”, como diz Mário Perniola. Uma nova realidade ocupa agora a cena social. O look (a imagem, o aspeto, o visual); o brand ou a griffe (a marca, aquilo a que os clássicos chamavam “exemplo”); o timing (o tempo oportuno, ou o kairos); o marketing (a arte de persuadir) são já os mensageiros dessa nova realidade. Nas palavras de Perniola, os objetos técnicos têm sex-appeal.
Entretanto, Crise no Castelo da Cultura - Das Estrelas para os Ecrãs, obra que Moisés de Lemos Martins publicou em 2011, vai constituir uma proposta que não apenas dá conta desta deslocação do logos e do ethos para o pathos, como igualmente dá conta da deslocação das proposições para as imagens, e do “sun/bolé”, uma imagem que reúne, para a “dia/bolé”, uma imagem que separa. Como refere Madalena Oliveira, invocando a figura de “crise do existente”, de Moisés de Lemos Martins, “a cultura será mais um espaço de divergência ‘dia-bólica’, do que de confluência simbólica, por dela não se esperar já que reúna o que está fragmentado, senão que permita o confronto com as coisas”. Resumindo, então, a tese de Moisés de Lemos Martins sobre a nossa época, caraterizada por um “espírito de alienação”, que se “satisfaz em melancolia”, Madalena Oliveira acrescenta: “a crise do existente não se resolve pelo controlo do conhecimento, próprio da cultura, mas antes por uma resposta política, necessariamente livre, do domínio da ação e não da palavra, do domínio da dia-bole e não do domínio da sim-bole”. Crise no Castelo da Cultura - Das Estrelas para os Ecrãs sinaliza, por outro lado, uma deslocação dos raciocínios para os memes; do consciente para o inconsciente; da retórica para o percurso figurativo; da persuasão para a sedução e o fascínio; de um imaginário dramático, clássico e sublime, para um imaginário trágico, barroco e grotesco; dos média como dispositivos discursivos, de sentido retórico, para os média como dispositivos de imagens, com memória sensorial, afetiva e corporal; de um processo informativo com produtores e consumidores de informação, para redes sócio-técnicas com tribos e públicos, que são produtores de conteúdos.
No entender de Moisés de Lemos Martins, a cultura ocidental tem-se deslocado de um pensamento, sujeito à lógica da identidade, estabilidade e autonomia, para o paradigma que é som, ressonância, vibração, modulação, ritmo, tensão, duração e memória. Sendo, todavia, audiovisuais e digitais, os novos meios técnicos vão montar um espetáculo, que é simultaneamente uma simulação e um simulacro, nos termos da tese de Baudrillard, em que ilusoriamente as massas acreditam participar. De acordo com Moisés de Lemos Martins, os novos meios técnicos remagificam o mundo em permanência, levando-nos a um estado de possessão ocular, qual “inconsciente óptico”, como referiu Walter Benjamin, pensando na fotografia, no cinema e na rádio. E ao remagificarem o mundo, os novos meios técnicos operam o retorno do arcaico no atual.
Esta é, com efeito, a análise que Moisés de Lemos Martins retoma de Walter Benjamin. Mas daqui não se segue que, para Moisés de Lemos Martins, da mesma forma que para Benjamin, o advento dos novos meios técnicos tenha como único efeito a desarticulação das massas, através da problematização da experiência humana e do seu progressivo “empobrecimento”, ou daquilo a que Guy Debord chama de “congelação dissimilada do mundo”. Pelo contrário, as novas técnicas também apoiam a entrada das massas na história, reforçando o direito de elas poderem afirmar-se enquanto sujeito. Os novos meios tecnológicos permitem que nos ocupemos dos sonhos, ou seja, dos percursos figurativos da imagem, do inconsciente coletivo (Lacan) e dos arquétipos (Carl Jung e Gilbert Durand), enfim, do imaginário, ou daquilo a que Derrida chamava “mitopoética”, retomando a figura de “bricolage” do mito, que Lévi-Strauss utilizou no primeiro capítulo de La Pensée Sauvage. Ou então, nas palavras de Moisés de Lemos Martins, os novos meios tecnológicos constituem uma mediação de “fluxos, ressonâncias, ritmos, cadências, sonoridades, durações, vibrações, que impedem as comunidades humanas de se fixarem em coisa definida, ou seja, definitiva”, para se abrirem ao desenho de transfigurações, que as caraterizam como coisa indefinida e infinitiva, a fazer-se.
Moisés de Lemos Martins foi Comissário de três exposições do artista plástico Pintomeira. Duas exposições de pintura: Interiores, em 2009; e Outras Faces, em 2010. E também da exposição de fotografia, Somewhere, em 2014. Através da obra deste artista plástico, que passou a estudar e a analisar, Moisés de Lemos Martins fez um conjunto alargado de incursões nas Media Arts. Em Interiores, com Pintomeira a viver a influência estética dos pintores, David Hockney e Tom Wesselmann, em que a pintura devém uma arte profana, que multiplica os vínculos com a fotografia e tanto sugere a pintura de cartazes, como as colagens para anúncios publicitários, ou os desenhos de anúncios de produtos, Moisés de Lemos Martins aproxima-se da Pop Art e do Design Gráfico, analisando procedimentos artísticos em Pintomeira, que obedecem aos princípios da Arte Minimalista.
Por sua vez, em Outras Faces, com Pintomeira agora sob a influência das obras de Andy Warhol e de Roy Lichtenstein, Moisés de Lemos Martins analisa um processo de produção artística, que imbrica as artes visuais, da publicidade, da fotografia e do cinema, com as artes do espetáculo, e remete para a labiríntica travessia do reino das imagens dos média, que saltam para a tela do pintor, tanto da página do jornal ou da revista, como da pantalha do cinema ou do ecrã do computador. Na leitura que Moisés de Lemos Martins faz de Outras Faces, a utilização do Photoshop, que é uma técnica de manipulação das imagens, assim como a impressão digital da imagem sobre tela, apenas vem confirmar este movimento da arte, que tanto a aproxima das massas, como a aproxima das máquinas, como diz, numa convocação de Jünger.
De acordo com Moisés de Lemos Martins, Outras Faces, uma Exposição de dez quadros exclusivamente figurativos, dá-nos a ver a homogeneidade absoluta de sujeito e objeto, de tempo e espaço, num processo de retorno encantatório do mesmo (retrato). Num estilo neutro e documental, estes retratos figuram sujeitos passivos, na maior solidão, sujeitos de mera superfície e artifício, como se fossem objetos produzidos para consumo. Para Moisés de Lemos Martins, são assim os sujeitos mediáticos, tal como no-los deu a ver Andy Warhol nos retratos de Marilyn Monroe, Elisabeth Taylor, Marlon Brando e Elvis Presley. E são assim, igualmente, os retratos de Novas Faces, que nos mostram sujeitos frios e inexpressivos, rebaixados a uma condição profana, sujeitos que não passam de “imagens sem aura”, como é assinalado por Moisés de Lemos Martins numa convocação de Benjamin, realizações mecânicas, decalcadas tanto dos produtos mass-mediáticos como dos artigos comerciais, uns e outros produzidos em série.
Quando em 2014, Pintomeira expôs Somewhere, um álbum de fotografias, Moisés de Lemos Martins notou que o território do fotógrafo de Somewhere era o mesmo que o do pintor de Interiores e de Outras Faces. Nas três Exposições Moisés de Lemos Martins viu Pintomeira fixar-se, com particular obstinação e radicalidade, no território devastado do humano, de onde havia desertado o espírito e a Cidade ficara ao abandono, sem memória, de olhar perdido, sem rumo e sem horizonte. Analisando os procedimentos estéticos de Pintomeira, Moisés de Lemos Martins retoma a figura de “imaginário melancólico”, como a forma de imaginário própria dos média na contemporaneidade. Esta figura é recorrente em Moisés de Lemos Martins, desde 1998, com “A biblioteca de Babel e a árvore do conhecimento”, e sobretudo a partir de 2002, com os estudos “O trágico na modernidade" e “O trágico como imaginário da era mediática”.
Trabalhando formas culturais e artísticas contemporâneas, que associam as artes tecnológicas e os média, e tendo em Friedrich Kittler uma das suas referências principais, Moisés de Lemos Martins tem-se interrogado sobre o atual regime de imagens, que produz um imaginário melancólico, de formas trágicas, barrocas e grotescas. Vemos isso no estudo sobre eXistenZ, um filme do cineasta canadiano David Cronenberg, de 1999. Também no caso do videoclipe “Mercy Street”, de Peter Gabriel, realizado pelo diretor de vídeos de música Matt Mahurin, em 1986. E ainda nos três videoclipes da cantora islandesa Björk: Hyperballad (1996), realizado por Michel Gondry; Hunter (1998), realizado por Paul White; e All lis full of love (1999), realizado por Chris Cunningham. Os três videoclipes falam da erótica dos objetos técnicos, de máquinas desejantes e de desejos maquinados, como Moisés de Lemos Martins recorrentemente acentua, retomando a formulação de Deleuze e Guattari (1972), no Anti-Oedipe, quando se refere à hibridez do humano com o inumano.
Mais recentemente, Moisés de Lemos Martins trabalhou o mesmo imaginário melancólico, de formas, trágicas, barrocas e grotescas, nas coleções de moda, primavera/verão e outono/inverno, do estilista britânico, Alexander McQueen.
Esta linha de pensamento, com remissões para Benjamin, Durand, Debord, Deleuze, Derrida, Baudrillard, Kittler e Perniola, ajudou Moisés de Lemos Martins a cunhar a figura da “circum-navegação tecnológica”. Na realidade, os novos meios tecnológicos permitem a expansão da experiência humana, com conteúdos digitais. No entendimento de Moisés de Lemos Martins, os sites, portais, blogues, videojogos, aplicações, repositórios digitais, museus virtuais, e ainda a instalação de realidades virtuais em ambientes imersivos, constituem os novos territórios, paisagens, atmosferas e ambientes da “circum-navegação tecnológica”, uma navegação que compreende mesmo uma nova arte de contar histórias, as "narrativas transmediáticas". No que respeita às narrativas transmediáticas, que Gunther Kress e Theo van Leeuwen chamam multimodais, Moisés de Lemos Martins apoia-se, sobretudo, em Henry Jenkins, em Lev Manovich e em Carlos Alberto Scolari. Com tais narrativas, diz Moisés de Lemos Martins, não se trata apenas de imitar, reproduzir, recontar, remediar, adaptar, estender e reinventar, indefinidamente, as histórias conhecidas. As narrativas transmediáticas permitem, também, ficcionar novas histórias, com a instalação de realidades virtuais em ambientes imersivos, como os videojogos e as narrativas interativas na rede, no cinema, na televisão, em DVD.

### Uma nova teoria da imagem
Uma outra questão central na contemporaneidade interroga o lugar que nela ocupa a imagem. Em A Linguagem, a Verdade e o Poder ainda Moisés de Lemos Martins se move no quadro de uma teoria da imagem, própria de Barthes, com a imagem a ser analisada por analogia com a língua. Mas é já de uma nova teoria da imagem que se trata em Imagem e Pensamento, obra publicada em 2011 (2.ª edição de 2017). Nas palavras de Moisés de Lemos Martins, aquilo a que hoje se chama de tecnologias da comunicação e da informação funciona em nós como próteses de produção de emoções, como “maquinetas que modelam em nós uma sensibilidade puxada à manivela”. E por tecnologias da comunicação e da informação, Moisés de Lemos Martins entende, especificamente, a fotografia, o cinema, a rádio, o vídeo, a televisão, e sobretudo as tecnologias digitais, Internet, jogos eletrónicos, design gráfico, redes cibernéticas e ambientes virtuais, com a “convergência” de média, conteúdos e plataformas, segundo a expressão que retoma de Henry Jenkins.

### Identidades transculturais
No entendimento de Moisés de Lemos Martins, candente é também, na atualidade, a questão das identidades. A globalização e as sociedades multi e transculturais daí decorrentes, que vão a par com os fenómenos massivos das migrações e dos refugiados, tornaram-se a nova ordem do mundo. E a sociedade fragmentou-se, constituindo-se como um “corpo sem órgãos”, na visão de Deleuze e Guattari, um corpo em crise, onde medram, por todo o lado, nacionalismos, populismos e extremismos vários. Como assinala José Bragança de Miranda, a propósito de Para uma Inversa Navegação – O Discurso da Identidade, obra que Moisés de Lemos Martins publicou em 1996, num corpo sem órgãos, em que as diferenças “vagueiam por toda a experiência”, o que fundamentalmente vamos encontrar em Moisés de Lemos Martins é “a crítica do substancialismo cultural, assim como dos seus efeitos nas estratégias de imposição da identidade”. Porque “nenhuma figura as pode encadear”, seja a de “identidade nacional”, seja a de identidade regional, local, grupal ou individual. E ainda por cima, conclui Bragança de Miranda, “o fundo de verdade das diferenças está no facto de elas serem o efeito de relações, que constituem redes”.
Praticamente duas décadas depois de Para uma Inversa Navegação (1996), Moisés de Lemos Martins volta a interrogar os discursos da identidade, analisando agora o que chama de "identidades transculturais e transnacionais", muito particularmente a identidade lusófona. Moisés de Lemos Martins continua aí a crítica do substancialismo cultural, referida por Bragança de Miranda, assim como dos seus efeitos nas estratégias de imposição da identidade, que são estratégias de poder.
Já a Eduardo Prado Coelho não havia passado despercebido que a principal inspiração teórica de Moisés de Lemos Martins lhe vinha de Michel Foucault. Aliás, para Prado Coelho seria essa a razão que levava Moisés de Lemos Martins a considerar o poder como “a dimensão mais importante e acentuada no espaço social” - o poder panótico, ou poder disciplinar; e o biopoder, como por exemplo no caso da biopolítica. Marcado pela “paixão da esperança”, como acentua Prado Coelho, Moisés de Lemos Martins faz, todavia, “uma crítica ao poder” e concebe “a exigência de um além do poder”, um além “dessa realidade microscópica de inúmeros filamentos reversíveis, a estabelecer vínculos secretos e informuláveis entre os homens”.
Por sua vez o escritor, ensaísta e professor de filosofia, Miguel Real chamou de “vanguardismo comunicacional” a esta paixão da esperança de Moisés de Lemos Martins, que por um lado valoriza as diferenças e a diversidade dos povos, e que por outro trava o combate necessário em defesa da língua portuguesa como língua de culturas, de pensamento e de conhecimento. E descreve este percurso como uma “travessia”, utilizando a figura que o próprio Moisés de Lemos Martins retoma do escritor e diplomata brasileiro, João Guimarães Rosa, a travessia como uma viagem incerta, arriscada e cheia de perigos. A travessia a que se refere Moisés de Lemos Martins é a de uma viagem de “circum-navegação tecnológica”, realizada através dos países de língua portuguesa e das suas diásporas. Em contexto pós-colonial, Moisés de Lemos Martins revê a colonização, tendo em atenção o peso que ela tem na atualidade, no que respeita às narrativas, à memória social e às identidades dos povos que falam Português, relendo a figura de “circum-navegação”, que Stéphane Hugon utilizou para caraterizar a viagem que contemporaneamente todos estamos convocados a fazer, uma circum-navegação online.

### Para uma circum-navegação cibercultural
A figura da "circum-navegação tecnológica", proposta por Moisés de Lemos Martins, que todos os povos de língua portuguesa estão convocados a fazer, abre, com efeito, a novas paisagens, entre as quais, sites, portais, blogues, repositórios digitais, museus virtuais. Trata-se de uma cultura em status nascendi, como assinala num estudo que realiza com Michel Maffesoli, uma cultura que compreende novas atmosferas, que concretizam as práticas dos profissionais do novo contexto digital, particularmente web designers, curadores online, gestores de museus virtuais, bloggers, ativistas da web, youtubers.
Esta aproximação que Moisés de Lemos Martins faz aos “ambientes de imagens, entre o artístico e o mediático”, expressão de Norval Baitello utilizada como sub-título em A Carta, o Abismo e o Beijo, aproxima-o deste teórico da Comunicação que o refere como um dos seus “interlocutores do presente” e o convoca em duas obras: Crise no Castelo da Cultura (2011/2017) e Do Post ao Postal (2014).
Por outro lado, para Moisés de Lemos Martins, são também centrais nesta ideia de circum-navegação cibercultural a formação de novos públicos para as culturas e as artes, assim como as políticas específicas para os repositórios digitais, que têm em vista, sempre, o acesso aberto ao conhecimento. Tratando-se, todavia, de uma viagem atravessada por perigos e equívocos, de entre os quais são de assinalar os equívocos da excecionalidade da colonização portuguesa, assim como a nostalgia do império, a circum-navegação tecnológica dos povos lusófonos, sendo sempre uma “travessia”, apresenta-se igualmente como um lugar de promessa – a promessa de que estes povos possam ter uma voz e que possam falar, a partir da sua subalternidade de países na semiperiferia do sistema mundial.

### A lusofonia e a comunicação intercultural
O jornalista e crítico de arte português, Alexandre Pomar, considera o trabalho de Moisés de Lemos Martins, “Lusofonia e Luso-tropicalismo: equívocos e possibilidades de dois conceitos hiper-identitários”, como “a mais interessante abordagem das questões de ordem identitária e mitológica à volta do conceito e do alcance estratégico da lusofonia”. E realça o facto de Moisés de Lemos Martins fazer “uma análise que se propõe pensar a lusofonia como 'espaço de cultura' e 'cultura lusófona', interrogando o seu “carácter mitológico, simbólico e imaginário”, começando por colocar-se num "ponto de vista bourdieusiano", a partir do qual “visa a figura de lusofonia como uma classificação prática, isto é, como uma divisão do mundo social. Sendo uma classificação prática, a lusofonia está subordinada a funções práticas e orientada para a produção de efeitos sociais”. Alexandre Pomar escreveu em janeiro de 2013. Mas já então pôde concluir que “menos conhecida que a produção académica das universidades de Lisboa, a investigação em torno do conceito e das práticas da lusofonia parece mais profícua na Universidade do Minho”.
No entanto, Moisés de Lemos Martins reconhece que há equívocos na utilização da figura da lusofonia. Carlos Reis, Professor Catedrático de Literatura, da Universidade de Coimbra, reconhecendo que “é possível e talvez avisado falar de um risco com eventual marcação eurocêntrica”, convoca Moisés de Lemos Martins, a este propósito, e retoma o seu aviso de que o sonho da lusofonia possa preencher para os portugueses “um espaço de refúgio imaginário, o espaço de uma nostalgia imperial, que os ajude hoje a sentirem-se menos sós e mais visíveis nas sete partidas do mundo, agora que se encontra definitivamente encerrado o ciclo da sua efectiva epopeia imperial".
É sobretudo esta linha de investigação, desenvolvida no domínio da comunicação intercultural, que incide sobre as identidades transculturais e transnacionais, e muito particularmente sobre a identidade lusófona, que leva a investigadora brasileira Sónia Cunha a referir que "Moisés Adão de Lemos Martins é parte viva da memória histórica contemporânea, na estruturação e desenvolvimento do movimento científico intercultural – lusófono, afro, ásio, galego, brasileiro e ibero-americano – na mão e contramão do eixo norte-sul, do campo da comunicação". Também os investigadores da Universidade da Beira Interior, Anabela Gradim, Paulo Serra e Valeriano Piñeiro-Naval, ao analisarem “A presença da lusofonia no espaço epistémico das Ciências da Comunicação”, numa década de estudos temáticos (2007-2017), concluem que o CECS – Centro de Estudos de Comunicação e Sociedade, da Universidade do Minho, tem uma centralidade indisputada “para os Estudos Lusófonos no campo das Ciências da Comunicação”. Aliás, é também a essa conclusão que se chega, quando se observa a lista dos “autores mais produtivos” sobre a lusofonia no espaço epistémico da Comunicação – integram todos a equipa de Moisés de Lemos Martins, sendo na maior parte seus antigos orientandos, de doutoramento ou de pós-doutoramento.

### O Museu Virtual da Lusofonia
Foi esta ideia de lusofonia como “espaço de cultura” e de “cultura lusófona” que levou Moisés de Lemos Martins a criar o Museu Virtual da Lusofonia, em 2017, como um museu na web e como um museu vivo, um espaço transcultural e transnacional, aberto à participação ativa dos cidadãos. Em 2020, o Museu Virtual da Lusofonia foi instalado no Google Arts & Culture. Para Augusto Santos Silva, ministro português dos Negócios Estrangeiros, que esteve presente na sessão de lançamento do Museu nesta plataforma, “instrumentos como este são muito importantes quer como produto dinâmico, quer como processo, pelo que significam de cooperação universitária, académica, mas também envolvendo empresas digitais, empresas na área da cultura, participantes individuais ou coletivos oriundos da sociedade civil, e sobretudo como problematização da língua portuguesa”. E como assinalou Moisés de Lemos Martins ao jornalista Luís Caetano, a 8 de fevereiro de 2019, no programa da Antena 2 da RDP “No Interior da Cultura”, o Museu Virtual da Lusofonia propõe-se divulgar materiais artísticos e culturais dos países de língua portuguesa, das suas diásporas, e de regiões como a Galiza, Goa e Macau. Tendo como objetivo concorrer para "o conhecimento do outro”, serve “a reconciliação entre as nações e a tolerância”. Exprimindo, por outro lado, a diversidade das culturas deste espaço e dando forma à memória coletiva destas comunidades e à sua identidade plural, o Museu Virtual da Lusofonia tem também em vista desenvolver dinâmicas de interação e de cooperação, cultural, artística, cívica e científica, no vasto espaço lusófono, não esquecendo a importância do passado colonial na gestação daquilo que hoje são os países de língua portuguesa.
A ideia do desenvolvimento de dinâmicas de cooperação no espaço das comunidades que falam a língua portuguesa é confirmada pelo professor universitário e investigador Carlos Alberto Carvalho, na entrevista que fez a Moisés de Lemos Martins, em 2019, publicada na MATRIZes, revista do Programa de Pós-graduação em Ciências da Comunicação da Universidade de São Paulo. Considera este académico brasileiro que “ao longo de toda a sua vida, o professor [Moisés de Lemos Martins] tem-se batido por uma estratégia concertada de cooperação científica entre os países lusófonos, inspirada numa visão crítica e pós-colonial da lusofonia, que respeite as diferenças e a autonomia de todos os países e promova a intercompreensão entre os povos e as nações do espaço que tem a língua portuguesa como património simbólico comum, concorrendo, deste modo, para fazer do português uma língua de ciência".
Ao programa Palavra aos Diretores da RTP Play, episódio número 12 que ocorreu no dia 23 de setembro de 2020, depois da instalação do Museu Virtual de Lusofonia no Google Arts & Culture, foi sublinhado por Moisés de Lemos Martins que o Museu Virtual da Lusofonia é "um instrumento de mediação dos cidadãos de língua portuguesa", que privilegia a "troca da diversidade cultural e a troca da diversidade artística".

### A Universidade e o pensamento
Mas é ao pensamento e à instituição que foi criada no Ocidente para o preservar e promover, a Universidade, que Moisés de Lemos Martins lança a interrogação mais radical. Escreve, então: “há muito que a Universidade em Portugal, onde estão instalados os principais laboratórios de investigação, vai deixando de ter pensamento, para apenas compreender números. Gerida como uma empresa, a Universidade passou a estar por conta da tecnologia, a ponto de parecer, hoje, que não há mais mundo de desempenho académico que necessidades de mercado, injunções financeiras, rankings de respeitabilidade e visibilidade mediática, e também agências de rating, que estabelecem o critério que valoriza a produção científica”. Há muito também que o livro perdeu terreno para os artigos em revistas. E, todavia, no entender de Moisés de Lemos Martins, o livro é o principal meio de que as Ciências Sociais e Humanas dispõem para ensaiar sobre o humano, fazendo da ciência uma ideia com memória e pensamento.
Mas Moisés de Lemos Martins não fez a defesa do pensamento apenas na sua obra académica. Também a tem feito no espaço público, em crónicas regulares, que publica na imprensa. A isso se refere o físico e professor catedrático da Universidade de Coimbra, Carlos Fiolhais, diretor do Rómulo - Centro Ciência Viva desta Universidade, e autor e principal redator do blogue De Rerum Natura, sobre política científica, quando declara ter conhecido Moisés de Lemos Martins “através dos seus demolidores artigos”, escritos na imprensa contra as políticas científicas que lesavam as “ciências sociais e humanas”. Referindo-se, depois, especificamente ao livro Crise no Castelo da Cultura, Carlos Fiolhais assinala: Moisés de Lemos Martins “aborda desassombradamente o estado actual da Universidade, não apenas portuguesa mas mundial. Na secção intitulada ‘A Universidade no corrupio da notícia’ lê-se que as universidades, que deviam ser o lugar da reflexão, que exige tempo, transformaram-se em sítios de marketing, procurando a todo o custo visibilidade mediática simplesmente para sobreviver ou mesmo para aumentar o seu 'negócio'. As aulas passaram a imitar a publicidade. Tudo passou a ser quantificado tal como num business plan, sendo os docentes e investigadores 'recursos humanos'".

### Portugal e o “olho de Deus” salazarista
Antes de Moisés de Lemos Martins ter estabelecido uma relação crítica com a academia contemporânea, uma relação que justifica, nas palavras de Eduardo Prado Coelho, “a impiedosa desmontagem do abraço de urso da razão liberal”, ou segundo o escritor e professor universitário José Manuel Mendes, a denúncia do “envenenamento do olhar nas ciências humanas”, destacam-se no extenso percurso intelectual deste professor universitário da Universidade do Minho outras linhas de investigação. Uma dessas linhas consiste na análise do discurso dominante em Portugal durante o Estado Novo. E tem em  O Olho de Deus no Discurso Salazarista, obra que publica em 1990 (2.ª ed. em 2016), uma das suas concretizações mais notáveis. Consistindo na reformulação da sua tese de doutoramento, esta obra incide sobre os anos 30 e 40 do século XX. Moisés de Lemos Martins interroga aí a política geral de sentido salazarista, que o mesmo é dizer, o seu regime de verdade. E foi porque colocou a questão do regime de verdade salazarista que este académico da Universidade do Minho encarou o discurso como uma prática política disciplinar, que se exerce sobre a memória histórica, sobre o olhar, sobre o desejo e sobre a vontade. Em O Olho de Deus do Discurso Salazarista Moisés de Lemos Martins faz uma análise sócio-semiótica dos discursos de Salazar, interrogando a longevidade do regime político corporativo, que o ditador havia fundado. Partindo da ideia de que a ideologia, corporativa, autoritária e clerical, assim como as práticas antidemocráticas não constituíam, por si sós, explicação suficiente para o salazarismo, Moisés de Lemos Martins decidiu interrogar o “imaginário salazarista”, ou seja, “o sonho que o salazarismo tinha para Portugal”.
O ponto de vista adotado em O Olho de Deus no Discurso Salazarista é, sobretudo, o do poder, ou mais propriamente o do biopoder, na ótica de Michel Foucault, um poder panótico e disciplinar, que se exerce sobre os corpos como organismos vivos. No entanto, como salienta José Augusto Mourão, frade dominicano, escritor e professor universitário de Literatura e Comunicação, relendo a obra de Moisés de Lemos Martins, o poder em Foucault “não se limita a vigiar, espiar, surpreender, proibir e punir, mas incita, suscita e produz; não é apenas olho e ouvido; faz agir e falar”. E foi por reconhecer em O Olho de Deus no Discurso Salazarista “a sombra de Foucault”, que José Augusto Mourão conclui tratar-se neste livro de “um trabalho ímpar no panorama da história e da sociologia portuguesa”. Sintetizando o percurso feito por Moisés de Lemos Martins, José Augusto Mourão diz o seguinte: “o autor escolhe para objecto de análise o catolicismo social e o Estado Novo corporativo, no período circunscrito entre o 28 de Maio de 1926 e 1940. A metodologia é claramente definida e nenhum equívoco resta relativamente à distância que mantém, quer com a perspectiva histórica, quer com a perspectiva dialéctica. O seu campo de trabalho é o da discursividade salazarista, dividindo-se o texto em três partes: uma primeira, teórica, que expõe a religião como olhar panóptico sobre a sociedade; uma segunda, ainda de forte pendor teórico, sobre os sistemas de valores ou dispositivos de normalização salazarista, e que contempla o dispositivo ético, eugénico e alético; e uma terceira parte, de aplicação da estratégia da cura nacional através das tecnologias da disciplinarização do corpo nacional, ilustradas aqui pelas figuras da cura e da conversão pelas parábolas”.
Como assinala o próprio Moisés de Lemos Martins no prefácio que escreve à 2.ª edição do livro, “alimentando inúmeras viagens do conhecimento, O Olho de Deus no Discurso Salazarista cruzou-se, em vinte e cinco anos, com muitos regimes do olhar. As viagens do conhecimento são, todavia, viagens que não acabam nunca. Ler ou reler, hoje, este livro sobre o salazarismo, continua a ser obra de conhecimento, embora constitua já uma outra experiência”.

### A Semiótica como ciência social e humana e como “ciência problematológica”
Convocando Crime e Castigo – Práticas e Discursos, uma publicação que Moisés de Lemos Martins editou, em 2000 e em que, com outros autores, reflete sobre a criminalidade em Portugal, o escritor e professor universitário, José Manuel Mendes, elogia o ponto de vista “problematológico”, que carateriza a sua ciência, um ponto de vista que “sobretudo coloca questões, tantas as que puder colocar e com o rigor máximo que for capaz de estabelecer”. E assinala: “ouvindo-se em fundo o dobre a finados pelas chamadas filosofias da totalidade (Adorno: “a totalidade é a não verdade”), pelas grandes narrativas, evoco aqui Jan Patočka numa asserção reticular: “o devir está problematizado e assim ficará para sempre”.    
Numa longa interrogação sobre A Linguagem, a Verdade e o Poder, também a José Augusto Mourão não escapou a força da semiótica de Moisés de Lemos Martins, a um tempo social e problematológica. Escreve então José Augusto Mourão: a escrita de Moisés de Lemos Martins “tem algo da vis do sociólogo que não desliga a linguagem da verdade e do poder. O seu stilus scribendi não deve ao espectáculo do monólogo elogioso de si próprio. Provoca antes a pensar a guerra dos paradigmas que a libido dominandi alimenta. De acordo. É preciso manter uma concepção nem apenas retórica nem apenas consensual da verdade. […] Na semiótica, a relação de forças e a relação de sentido formam um par inseparável. A sombra de Foucault é neste livro uma presença poderosa: a construção discursiva do conhecimento envolve o uso de ‘tecnologias disciplinares’ ou formas de interacção que são usadas para criar corpos que reforçam o ‘poder positivo’ de que depende a ordem social. ‘[o discurso] é aquilo por que lutamos, o próprio poder de que procuramos apoderar-nos’, escreve Michel Foucault que o autor cita a propósito do discurso”.
É, de facto, com A Linguagem, a Verdade e o Poder. Ensaio de Semiótica Social (2002/2017) que a teoria semiótica de Moisés de Lemos Martins se afirma como uma semiótica social. Bernardo Pinto de Almeida, Professor catedrático na Faculdade de Belas Artes da Universidade do Porto, assinala que “o autor esboça uma história crítica da semiótica, interrogando o seu conceito e limites, a sua pertinência e validade na abordagem sociológica de que nunca se afasta”. Acrescenta ainda que na escrita de Moisés de Lemos Martins se sente “a experiência do professor habituado e do pensador inquieto que não verga diante dos conceitos e discursos, mas antes os interroga à luz da sua própria capacidade de os encarnar num pensamento vivo”. Por outro lado, a sua formação de sociólogo, “perpassa ao longo de todo o volume debaixo das rigorosas aplicações que vai desenvolvendo nessa tentativa de semiotizar a sociologia e de sociologizar a semiótica de que todo o empreendimento transparece”. Em síntese, conclui Bernardo Pinto de Almeida, é este esforço, “com o seu carácter aberto de transdisciplinaridade, que dá ao volume uma força e uma vivacidade particulares, tornando legíveis certos aspectos da contemporaneidade, nomeadamente alguns dos paradoxos que subjazem à formação da chamada ‘pós-modernidade’”.
Perspetivando a semiótica como uma teoria social de produção do sentido, Moisés de Lemos Martins afasta-a das teorias da consciência e da subjetividade, porque a significação não está centrada no indivíduo. E também não está centrada na mensagem que circula entre um emissor e um recetor, como acontece na teoria da informação. Na ideia de semiótica que propõe, Moisés de Lemos Martins inspira-se nas condições transcendentais de possibilidade da significação e da comunicação, que constituem o eixo central das teorias, de Francis Jacques, por um lado, e de Karl-Otto Apel e Jürgen Habermas, por outro. Fazendo-o, Moisés de Lemos Martins abre a significação à intersubjetividade e à interação, ou seja, à ação comunicativa. Partindo das condições a priori de significação, de inspiração kantiana, tanto Francis Jacques, com o primum relationis, como Karl-Otto Apel e Jürgen Habermas, com a “ética da acção comunicativa”, haviam estabelecido as condições transcendentais da comunicação. A perspetiva de Moisés de Lemos Martins na semiótica consiste, todavia, em inverter as condições transcendentais de possibilidade da significação e da comunicação em condições de possibilidade, históricas e sociais, de produção do sentido. Nos três casos, em Jacques, Apel e Habermas, prevalece o primado da relação interlocutiva, que é uma relação de comunicação. Mas em Moisés de Lemos Martins, a relação transcendental, em que consiste o dialogismo dos três filósofos, converte-se numa relação sócio-histórica, razão pela qual o seu entendimento de semiótica é social. É isso que é confirmado por António Fidalgo, professor catedrático de Semiótica, na Universidade da Beira Interior: "a indicação do seu objecto é elemento importantíssimo para a sua compreensão enquanto ciência. Tradicionalmente a semiótica era entendida como ciência dos signos, mas hoje aparecem escolas e autores a defenderem a semiótica como ciência da significação em contraposição a uma semiótica enquanto ciência dos signos. Um desses autores é Moisés Martins". E a razão pela qual Moisés de Lemos Martins propõe uma semiótica do discurso, em vez de uma semiótica do signo, é a de que tanto a lógica da comunicação, como a teoria da informação, que constituem a dupla tradição da semiótica do signo, acabaram ambas mobilizadas para o serviço do todo-poderoso sistema tecnológico, cibernético e ciberespacial de circulação das mensagens, verbais, sonoras e visuais. Não existe, com efeito, nenhuma dúvida sobre a capacidade operativa dos signos, dado o facto de fazerem confluir a lógica da comunicação e a teoria da informação no sentido da sua mobilização tecnológica.

### Media
Lemos Martins foi entrevistado, a 6 de fevereiro de 2014, para o programa de Fernando Alves, "Portugueses excelentíssimos", na TSF Rádio Notícias. O jornalista que entrevistou para esse programa dezenas de portugueses ilustres, introduziu o convidado da seguinte maneira: "são já muitos os lugares onde este homem [Moisés de Lemos Martins] deixou a sua pegada e as marcas de um saber inquieto e inquietante, que justificam a sua presença nesta galeria de portugueses excelentíssimos".

## Lista de Obras (seleção)
- A Internacionalização das comunidades lusófonas e ibero-americanas de Ciências Sociais e Humanas. O Caso das Ciências da Comunicação. Famalicão, Húmus, 2017. Disponível em http://hdl.handle.net/1822/49365

- A Lusofonia e a interculturalidade – Promessa e travessia. Famalicão, Húmus, 2015. Disponível em http://hdl.handle.net/1822/39693

- Crise no Castelo da Cultura. Das Estrelas para os Ecrãs. Coimbra: Grácio Editor, 2011 (2.ª edição Húmus, 2017; edição brasileira da Anneblume, 2011). Disponível em http://hdl.handle.net/1822/29167

- A Linguagem, a Verdade e o Poder. Ensaio de Semiótica Social. Lisboa: Fundação Calouste Gulbenkian e Fundação para a Ciência e a Tecnologia, 2002 (2.ª edição, Húmus, 2017). Disponível em http://hdl.handle.net/1822/48230.

- Ensino Superior e Melancolia. Oração de Sapiência. Instituto Politécnico de Viana do Castelo, 2002. Disponível em http://hdl.handle.net/1822/1288

- Caminhos nas Ciências Sociais: memória, mudança social e razão. Estudos em homenagem a Manuel da Silva Costa. Coimbra: Grácio, 2010. Disponível em http://hdl.handle.net/1822/29762

- Para uma inversa navegação - O discurso da identidade. Porto, Afrontamento, 1996.

- O olho de Deus no discurso salazarista, Porto, Afrontamento, 1990 (2.ª edição 2016). Disponível em http://hdl.handle.net/1822/49972

- Políticas da Língua, da Comunicação e da Cultura no espaço Lusófono (M. L. Martins & I. Macedo). Famalicão, Húmus, 2019. Disponível em http://hdl.handle.net/1822/62825

- Sentidos da Morte na vida da mídia. (M. L. Martins; M. Correia, P. Vaz & E. Antunes). Curitiba, Appris Editora, 2017.

- Do Post ao Postal (M. L. Martins & M. L. Correia). Famalicão, Húmus, 2014. Disponível em http://hdl.handle.net/1822/35295

- L'Imaginaire des médias (M. Maffesoli & M. L. Martins). Sociétés, 2011/1 (nº111). Paris, De Boeck Université. ISSN:0765-3697

- Imagem e pensamento (M. L. Martins, José Bragança de Miranda, M. Oliveira e J. Godinho). Coimbra, Grácio Editor, 2011 (2.ª edição Húmus, 2017). Disponível em http://hdl.handle.net/1822/29165

- Comunicação e Lusofonia. Para uma abordagem crítica da cultura e dos média no espaço lusófono (M. L. Martins, H. Sousa e R. Cabecinhas). Porto, Campo das Letras, 2006 (2.ª edição Húmus, 2017). Disponível em http://hdl.handle.net/1822/30019

- A Romaria da Sr.ª da Agonia. Vida e Memória da Cidade de Viana. The Lady of Agonia Festivities. Life and Memory of Viana Town. (M. L. Martins, A. Gonçalves e H. Pires). Viana do Castelo, Grupo Cultural dos Trabalhadores dos Estaleiros Navais de Viana do Castelo, 2000.

## Distinções
- 2012 - Torneio Moisés Martins. Criado em 2012, por antigos alunos de Ciências da Comunicação da Universidade do Minho, mas contando atualmente com antigos e atuais alunos, assim como professores e funcionários, o Torneio Moisés Martins presta homenagem a um modo de estar na Academia, encarada esta como um espaço de liberdade e com sentido de comunidade, um espaço com memória e pensamento, ao serviço da preparação das novas gerações.[121]
- 2015 - Presidente Honorário da Associação Portuguesa de Ciências da Comunicação - Sopcom.[2]
- 2015 - Galardão de distinção académica, pela Intercom - Sociedade Brasileira de Estudos Interdisciplinares da Comunicação.[1]
- 2016 - Prémio de Mérito Científico, pela Universidade do Minho.[3] Prémio que visa a distinção na atividade de investigação.
- 2021 - Insígnia de Ouro, pela Universidade de Santiago de Compostela. Este prémio visa o reconhecimento a personalidades que se destacam por serviços prestados à instituição, tanto por razão da sua longevidade, como pela sua especial relevância.[4]